# Zbór Kościoła Adwentystów Dnia Siódmego w Jastrzębiu-Zdroju
Zbór Kościoła Adwentystów Dnia Siódmego w Jastrzębiu-Zdroju – zbór adwentystyczny w Jastrzębiu-Zdroju należący do okręgu katowickiego diecezji południowej Kościoła Adwentystów Dnia Siódmego w RP.
Pastorem zboru jest Mateusz Krzesiński. Nabożeństwa odbywają się w kościele przy ul. Lompy 29 każdej soboty o godz. 9.30.
Oprócz nabożeństw sobotnich zbór prowadzi spotkania modlitewne w niedziele o godz. 16.00, studium biblijne w piątki o godz. 17.30 oraz Klub "Rodzinna Przestrzeń".